# Yūki Kondō
Yūki Kondō (jap. 近藤 有己 Kondō Yūki; ur. 17 lipca 1975 w Nagaoce) – japoński zawodnik mieszanych sztuk walki oraz praktyk shōrinji kenpō, czterokrotny król Pancrase w kat. open (1997, 1999), półciężkiej (2003) oraz średniej (2010). Były zawodnik m.in. UFC, PRIDE FC i World Victory Road. Posiadacz czarnego pasa (II dan) w shōrinji kenpō.

## Kariera MMA
W MMA zadebiutował 28 stycznia 1996 na gali federacji Pancrase. Do końca roku stoczył 11 pojedynków, wygrywając m.in. turniej Pancrase Neo-Blood i pokonując na nim kolejno Minoru Suzukiego, Semmego Schilta oraz w finale Petera Williamsa. Po wygranym turnieju 7 września na gali Pancrase Anniversary Show znokautował Franka Shamrocka. Notował również porażki m.in. z Masakatsu Funakim oraz kickboxerem Guyem Mezgerem. Od 1997 do 1999 pokonywał m.in. Kiuma Kunioku, Ikuhisę Minowę oraz w rewanżach Mezgera i Schilta. W tym czasie dwukrotnie zdobywał tytuł Króla Pancrase pokonując 27 kwietnia 1997 Funakiego oraz 18 kwietnia 1999 Schilta stając się jedną z gwiazd federacji i sportów walki w Japonii. 
W latach 2000–2001 był związany z amerykańską organizacją UFC. Po zwycięstwie w debiucie nad Alexandre Dantasem (UFC 27), stoczył pojedynek o pas mistrzowski UFC w wadze półciężkiej z Tito Ortizem (UFC 29) lecz w niespełna dwie minuty poddał pojedynek wskutek duszenia. Po tej porażce stoczył jeszcze jeden pojedynek (przegrany z Uładzimirem Maciuszenką) po czym wrócił do Japonii. 
30 listopada 2003 znokautował Sanae Kikute zdobywając tytuł Króla Pancrase w wadze półciężkiej (ok 90 kg). Od 2003 do 2006, poza Pancrase był związany również z czołową w kraju i na świecie PRIDE Fighting Championships, lecz nie udało mu się osiągnąć w niej sukcesów. Kondo zdołał wygrać w organizacji zaledwie jeden pojedynek (z Mário Sperrym) z siedmiu. Ulegał takim utytułowanym zawodnikom jak Wanderlei Silva, Dan Henderson, Ihor Wowczanczyn, Kazuhiro Nakamura czy Akihiro Gōno.
Po nieudanym epizodzie w PRIDE wrócił do Pancrase, gdzie 27 sierpnia 2006 obronił tytuł mistrzowski w wadze półciężkiej. W 2008 stoczył dwa przegrane pojedynki w World Victory Road: Sengoku m.in. z Rogerem Gracie. 29 kwietnia 2010 po raz czwarty został Królem Pancrase, tym razem w wadze średniej (-84 kg). Tytuł stracił pod koniec roku, w grudniu na rzecz Rikuheia Fujiiego. 6 grudnia 2014 przegrał pojedynek o tytuł w wadze półśredniej (-77 kg) z Gotą Yamashitą.
2 lipca 2017 pokonał innego, doświadczonego zawodnika Ikuhisę Minowę jednogłośnie na punkty.

## Osiągnięcia
- Pancrase[2]
  - 1996: Pancrase Neo-Blood - 1. miejsce
  - 1997, 1999: król Pancrase w kat. open
  - 2003-2006: król Pancrase w wadze półciężkiej
  - 2010: król Pancrase w wadze średniej